# Granblue Fantasy
Granblue Fantasy là một trò chơi video được phát triển bởi Cygames dành cho Android, iOS và trình duyệt web, lần đầu tiên ra mắt vào tháng 3 năm 2014. Trò chơi được chú ý nhờ sự tái hợp của nhà soạn nhạc Uematsu Nobuo và chỉ đạo nghệ thuật Minaba Hideo, những người đã từng cộng tác trong Final Fantasy V (1992), Final Fantasy VI (1994), Final Fantasy IX (2000), và Lost Odyssey (2007).

## Cách chơi
Granblue Fantasy thuộc thể loại trò chơi nhập vai (RPG) với các trận chiến đấu theo lượt. Trò chơi cũng bao gồm các yếu tố triệu hồi và hệ thống đa lớp (nghề) nhân vật, qua đó thao túng kỹ năng và kinh nghiệm chiến đấu của nhân vật chính. Nhân vật tăng cấp độ và năng lực theo nhiều cách, bao gồm tích lũy điểm kinh nghiệm và thu thập một số vật phẩm cụ thể; hệ thống triệu hồi và vũ khí được trang bị cũng làm tăng mức độ gây sát thương và chỉ số máu của các nhân vật. Bản thân các nhân vật có thể chiêu mộ thông qua nhiệm vụ (nhiệm vụ chính hoặc nhiệm vụ sự kiện đặc biệt) hoặc sử dụng những loại tiền tệ trong trò chơi để nhận về những mảnh pha lê ngẫu nhiên, có xác suất chứa những món vũ khí đặc biệt gắn liền với những nhân vật tương ứng khác nhau và qua đó đưa họ vào đội hình chiến đấu. Các nhân vật, triệu hồi và vũ khí được xếp hạng (từ tốt nhất đến kém nhất) theo thang SSR, SR, R, và N; mỗi loại lại được phân chia theo các thuộc tính có tính tương khắc lẫn nhau, gồm gió, nước, lửa, đất, ánh sáng hay bóng tối. Trò chơi khuyến khích sử dụng các thuộc tính tối ưu trong một trận chiến cụ thể (ví dụ, dùng hệ nước đối phó với kẻ thù hệ lửa). Các seiyū lồng tiếng cho tất cả nhân vật trong trận chiến, và cho phần lớn các tình tiết trong cốt truyện chính và nhiệm vụ sự kiện.

## Cốt truyện
Captain (nhân vật của người chơi, là Gran hoặc Djeeta theo mặc định) và Vyrn, người bạn đồng hành có cánh, đang nghĩ ngơi thư giãn ở thị trấn Zinkenstill, thì họ phát hiện một chiếc tàu bay Erste Empire hiện diện trên bầu trời. Captain vô tình bị lôi vào việc phải giải cứu một cô gái tên là Lyria và một Sĩ quan Hoàng gia tên là Katalina, cả hai đang cố gắng trốn thoát khỏi Empire. Tuy nhiên, trong cuộc chiến, Captain bị dính một vết thương chí mạng, buộc Lyria phải hợp nhất linh hồn của cô với anh ấy để cứu anh. Lyria sau đó sử dụng sức mạnh để triệu hồi một con quái vật khổng lồ tên là Proto-Bahamut, đánh đuổi lực lượng Empire. Với việc số phận của Captain và Katalina giờ đây đã bị gắn liền với Lyria, cả ba người họ quyết định đến hòn đảo Estalucia vì 2 lý do: trốn thoát khỏi Empire và tìm manh mối về người cha lạnh lùng của Captain.
Thật không may, kỹ năng lái máy bay kém cõi của Katalina khiến họ phải hạ cánh ở một nơi xa lạ trong Quần đảo Port Breeze. Bộ ba cố tìm một chiếc phi thuyền đang hoạt động và một phi công khác để điều khiển nó. Cuối cùng họ gặp Rackam, một phi công có tính tình kỳ quặc, làm việc trên một chiếc tàu bay đã bị hỏng trong nhiều năm. Tuy nhiên, Empire rốt cuộc cũng theo chân họ đến hòn đảo và tìm cách chiếm lại Lyria. Cả ba cuối cùng đã thuyết phục được Rackam giúp họ chống lại những người lính Empire gia đang truy đuổi họ, và đổi lại, giúp anh hoàn thành việc sửa chữa chiếc tàu bay, The Grandcypher, khiến nó trở lại huy hoàng.
Khi Captain du hành khắp bầu trời, thu thập thêm các đồng minh trong hành trình và chiến đấu với Primal Beasts, phi hành đoàn dần dần bị lôi kéo vào một âm mưu liên quan đến Hiệp sĩ đen bí ẩn, búp bê Orchis và lịch sử mà Empire tìm cách che giấu trong khi săn đuổi Lyria.

## Quá trình phát triển
– DeNA đạo diễn Kobayashi Kenji
Uematsu đã làm việc trên mười một bài hát cho trò chơi, với Narita Tsutomu làm chín bài khác, và Minaba vẽ khoảng 100 thiết kế nhân vật tiềm năng. Trò chơi cũng có sự tham gia của diễn viễn lồng tiếng Hiroaki Hirata, người từng làm việc trong Final Fantasy XII và Dissidia 012 Final Fantasy.
Trò chơi đã được lên kế hoạch phát hành ở Nhật cho ngày 17 tháng 12 năm 2013, nhưng nó đã được lùi lại vào tháng 10 năm 2014. trò chơi theo hình thức miễn phí và được phát hành bởi Mobage. Tại TGS 2015, Grandblue Fantasy thông báo sẽ phát hành phiên bản quốc tế vào tháng 3 năm 2016. Thay vì ra mắt bản quốc tế riêng biệt, bản vá ngôn ngữ đã được phát hành thêm tùy chọn trong trò chơi để chuyển từ tiếng Nhật sang tiếng Anh. Điều này cho phép những người chơi quốc tế đã chơi phiên bản tiếng Nhật giữ lại tất cả dữ liệu của họ.

## Kinh doanh trong trò chơi
Granblue Fantasy sử dụng hệ thống gacha; thay vì mua nhân vật mới hoàn toàn, người chơi phải xài tinh thể hoặc vé, sau đó nhận được "drop" ngẫu nhiên từ việc sử dụng tinh thể hoặc vé Mua nhiều tinh thể sẽ được hưởng chiết khấu. Do đó, các nhân vật và trang bị được mua ngẫu nhiên; bất kỳ một tinh thể chỉ có một tỷ lệ phần trăm cơ hội nhất định là một nhân vật mong muốn. Hệ thống này đã được chứng minh sinh lợi, như một số người chơi bắt buộc cố gắng để có được nhân vật mong muốn thông qua chi tiêu tiền vào việc mua lại nhân vật ngẫu nhiên lặp đi lặp lại. Nó rất hiệu quả đến mức gây lo ngại về quy định của chính phủ để ngừng khai thác; Hiệp hội trò chơi trực tuyến Nhật Bản, một công đoàn, đã tự đặt ra những hạn chế chặt chẽ hơn trong ngành sau khi một người chơi tự chi tiêu khoảng 700.000 yên (~ 6.000 đô la Mỹ) để tìm Andira, một nhân vật mới và được quảng cáo nhiều vào ngày 31 tháng 12 năm 2015. Có một khoảng thời gian tăng giới hạn tỷ lệ xuất hiện Andira, với việc cô ấy ngày càng trở nên khó khăn hơn để có được vào ngày 3 tháng 1, thúc đẩy trình trạng "mê sảng" và áp lực trên người chơi cố gắng để có được cô ấy ngay lập tức. Sự thất vọng và tuyên bố về "tỷ lệ rơi" của Andira ít hơn so với quảng cáo từ những người chơi khác cũng như nhà phát triển Cygames đã hoàn tiền lại cho những người chơi trong vụ việc, kèm một lời hứa để thiết lập một hệ thống để tự động đưa ra một item hiếm sau quá nhiều lần "trượt", và một lời xin lỗi từ ban quản lý. Sau khi thay đổi chính sách, người chơi chọn và nhận ngay một nhân vật mong muốn sau khi tiêu hết 90.000 tinh thể (300 lượt rút).

## Tiếp nhận
Vào tháng 3 năm 2016, trò chơi đã được tải xuống hơn 10 triệu lần tại Nhật Bản. và tăng lên hơn 25 tỷ tính đến tháng 12 năm 2019. Trò chơi đã thu về 20,9 tỷ JP ¥ (189,27 triệu đô la Mỹ) từ tháng 1 năm 2017 đến tháng 10 năm 2017. Năm 2018, nó thu về 33,9 tỷ JP ¥ (307 triệu đô la Mỹ), đây là trò chơi di động có doanh thu cao thứ sáu trong năm . Tổng hợp lại, trò chơi thu về ít nhất 54,8 tỷ JP ¥ (496 triệu đô la Mỹ) ở Nhật Bản từ năm 2017 đến năm 2018. Nhiều nhà báo đã so sánh nó với các trò chơi Final Fantasy trước đó.

## Các phương tiện truyền thông

### Phim hoạt hình
- Granblue Fantasy The Animation (2017), một bộ anime chuyển thể từ nhượng quyền thương mại. A-1 Pictures xuất bản vào mùa Xuân 2017.
- Granblue Fantasy The Animation Season 2 (2019),[17] bắt đầu phát sóng tại Nhật Bản vào mùa Thu 2019. Dàn diễn viên lồng tiếng của Phần 2 hầu như vẫn giữ nguyên như Phần 1, nhưng đội ngũ sản xuất gần như hoàn toàn khác vì xưởng được thay đổi thành MAPPA.[18][19]
- Grand Blues! (2020), một anime chuyển thể từ manga hài 4-khung của Kikuhitomoji. DMM.futureworks xuất bản vào mùa Thu 2020.[20]

### Trò chơi điện tử
- Granblue Fantasy Versus (2020), trò chơi điện tử tại gia. Trò chơi được công bố lần đầu tiên tại "Granblue Fantasy Fes" vào tháng 12 năm 2018[21]. Đây là một trò chơi chiến đấu hoạt hình 2.5D được phát triển bởi Arc System Works cho Playstation 4 và PC thông qua Steam. Versus ban đầu dự định phát hành vào năm 2019, và đợt thử nghiệm beta kín được tổ chức từ ngày 8 tháng 5 đến ngày 24 tháng 5. Trò chơi chính thức phát hành vào ngày 6 tháng 2 năm 2020, theo thông báo mới nhất tại "Granblue Summer Fes" vào tháng 8[22]. c
- Granblue Fantasy: Relink (TBA), một trò chơi nhập vai hành động sắp ra mắt do Cygames Osaka phát triển (thay thế cho PlatinumGames).